# Sous le ciel lumineux de son pays natal
Pour plus de détails, voir Fiche technique et Distribution.
Sous le ciel lumineux de son pays natal est un documentaire français réalisé par Franssou Prenant et sorti en 2003.

## Fiche technique
- Titre : Sous le ciel lumineux de son pays natal
- Réalisation : Franssou Prenant
- Scénario : Franssou Prenant
- Photographie : Franssou Prenant
- Son : Joc Andrieu, Franssou Prenant, Jérôme Ayasse et Myriam René
- Montage : Marion Chanon, Isabelle Ouzounian et Franssou Prenant
- Production : GREC
- Pays d'origine :  France
- Durée : 48 minutes
- Date de sortie : 2003 (présentation au festival Visions du réel)

## Sélections
- 2003 : Festival Visions du réel (sélection « Regards neufs »)
- 2008 : Festival de cinéma de Douarnenez